# 臺北臺產熊讚
臺北臺產熊讚是企業女子壘球聯賽的球隊之一。

## 簡介
球隊以臺北市立大學女子壘球隊為主體，並獲得臺北市政府贊助，以「北市大熊讚」之名參與第一屆企業女子壘球聯賽。2017年由臺灣產物保險贊助，以鬥犬為吉祥物，更名為「臺產鬥犬」。2021年獲得臺北市政府贊助，更名為「臺北臺產鬥犬」。2022年改以「臺北臺產熊讚」之名投入第七屆企業女子壘球聯賽。

## 隊職員及球員名單
| 領隊   | 戴遐齡 |
| 總教練 | 李金為 |
| 教練   | 楊慧君 |
| 教練   | 李德進 |